# Бърнард Барцен
Бърнард „Тът“ Барцен (на английски: Bernard „Tut“ Bartzen) е американски тенисист. 

## Биография
Бърнард Барцен е роден на 25 ноември 1927 г. в Остин, Тексас. Премества се със семейството си в Сан Анджело, когато е на 5 години. Той печели три титли в гимназията на щата Тексас - две на сингъл и една на двойки, и Националния междуучилищен шампионат на сингъл. Барцен посещава колежа „Уилям и Мери“, където записва рекорд на сингъл от 50–0 победи-загуби. Той печели титлата на NCAA на двойки с Фред Ковалески през 1948 г.
Бърнард Бартцен почива на 10 юли 2019 г., 19 години след деня на смъртта на съпругата му Сара Джейн Ледбетър.

## Кариера
Бърнард Барцен влиза в американската тенис верига и е класиран в топ 10 девет поредни години (1953-1961), две от които под номер 2 (1959 и 1960). Ланс Тингей от „Дейли Телеграф“ го класира като номер 8 в света за 1959 г. По време на кариерата си той има победи над бъдещи членове на Залата на славата като Вик Сейшас и Тони Трабърт. Една от победите над Траберт е през 1955 г. на финала на Синсинати Оупън, където Бартцен печели три титли: 1955, 1957 и 1958 г.
Барцен достига до полуфинал на Националния шампионат на САЩ през 1959 г., като побеждава Вик Сейшас и третия поставен Бари Маккей, преди да загуби от бъдещия шампион Нийл Фрейзър.
Печели четири шампионата на САЩ на клей корт, проведени в Ривър Форест, Илинойс. Печели националната титла на Канада на червен клей през 1954 г.
Тът Бартцен е член на отбора на САЩ за Купа Дейвис между 1952 и 1961 г., печели всичките си 15 мача на сингъл. През 1959 и 1960 г. той е помощник-капитан на отбора.
Бърнард Барцен е въведен в Тексаската тенис зала на славата през 1982 г. и в Тексаската спортна зала на славата през 1995 г.

## Кариерна статистика
- Списъкът е непълен

|        | П–З | Година | Турнир                 | Клас | Настилка | Опонент        | Резултат                      |
| ------ | --- | ------ | ---------------------- | ---- | -------- | -------------- | ----------------------------- |
| Загуба |     | 1952   | Чили Оупън             |      | Клей     | Ярослав Дробни | 6–4, 4–6, 8–6, 2–6, 2–6       |
| Загуба |     | 1953   | Дикси Интернешънал     |      | Клей     | Гарднър Мълой  | 1–6, 6–3, 0–6, 1–6            |
| Загуба |     | 1953   | Сицилия Оупън          |      | Клей     | Бъдж Пати      | 6–3, 4–6, 6–3, 3–6, 1–6       |
| Победа |     | 1954   | Ю Ес Клей Чемпиъншипс  |      | Клей     | Тони Трабърт   | 6–4, 4–6, 6–0, 6–2            |
| Победа |     | 1954   | Канада Оупън (Торонто) |      | Твърда   | Косеи Камо     | 6–4, 6–0, 6–3                 |
| Загуба |     | 1955   | Ю Ес Клей Чемпиъншипс  |      | Клей     | Тони Трабърт   | 8–10, 1–6, 4–6                |
| Победа |     | 1955   | Синсинати Оупън        |      | Твърда   | Тони Трабърт   | 7–9, 11–9, 6–4                |
| Загуба |     | 1955   | Дикси Интернешънал     |      | Клей     | Еди Мойлан     | 8–10, 4–6, 3–6                |
| Загуба |     | 1956   | Синсинати Оупън        |      | Твърда   | Едуард Мойлан  | 0–6, 3–6, 3–6                 |
| Загуба |     | 1956   | Далас Оупън            |      | Твърда   | Дик Савит      | 6–2, 5–7, 1–6                 |
| Победа |     | 1957   | Синсинати Оупън        |      | Твърда   | Грант Голдън   | 6–4, 7–5, 6–4                 |
| Победа |     | 1958   | Ю Ес Клей Чемпиъншипс  |      | Клей     | Сам Джамалва   | 3–6, 7–5, 6–2, 6–2            |
| Победа |     | 1958   | Синсинати Оупън        |      | Твърда   | Сам Джамалва   | 7–5, 6–3, 6–2                 |
| Победа |     | 1958   | Дикси Интернешънал     |      | Клей     | Тони Винсент   | 6–0, 12–10, 6–1               |
| Победа |     | 1959   | Ю Ес Клей Чемпиъншипс  |      | Клей     | Уитни Рид      | 6–0, 8–6, 9–7                 |
| Победа |     | 1959   | Ривър Оук              |      | Клей     | Дик Савит      | 2–6, 7–5, 4–6, 0–2 отказва се |
| Загуба |     | 1960   | Ю Ес Клей Чемпиъншипс  |      | Клей     | Бари Маккей    | 6–4, 5–7, 4–6, 0–6            |
| Победа |     | 1961   | Ю Ес Клей Чемпиъншипс  |      | Клей     | Доналд Дел     | 6–1, 2–6, 6–2, 6–0            |
| Загуба |     | 1964   | Флорида Про            |      | Клей     | Панчо Гонзалес | 4–6, 6–8                      |